# 栗原はるみ
栗原 はるみ（くりはら はるみ、1947年3月5日 - ）は、日本の料理家。株式会社ゆとりの空間社長。静岡県下田市出身。成城大学短期大学部卒業。一男一女の母。夫は元キャスターの栗原玲児、長女は料理家の栗原友、長男は料理家の栗原心平。

## 略歴
- 1947年 静岡県下田市で生まれる。
- 1973年 栗原玲児と結婚。
- 1975年 長女・友誕生。
- 1978年 長男・心平誕生。
- 1983年頃から現在の仕事を始める。
- 1992年「ごちそうさまが、ききたくて。」がミリオンセラー（発行部数121万部）となり、（2009年時点で）栗原の書籍としては最大の発行部数を記録する[1]。94年刊行の続編「もう一度、ごちそうさまがききたくて。」と合わせて200万部という、料理本としては異例のセールスを記録する。
- 1994年　「ゆとりの空間」創業。
- 1996年　季刊誌「栗原はるみ　すてきレシピ」創刊
- 2005年 世界67ヶ国から公募された5,000冊の料理書から『Harumi's Japanese Cooking』が Cookbook of the Year として第10回グルマン世界料理本賞(THE GOURMAND WORLD COOKBOOK AWARDS 2004)を日本人で初めて受賞。また、その功績から同年の紅白歌合戦の審査員にも選ばれた。
- 2006年　季刊誌「栗原はるみ haru_mi」創刊 (発行・発売:扶桑社)
- 2009年　著書の累計発行部数が扶桑社発表で2000万部を突破。扶桑社によると、日本の料理家では初という[1]。
- 2022年　新パーソナルマガジン『栗原はるみ』を講談社から創刊（年３回発売）。

### 賞歴
- 2005年2月11日: 第10回グルマン世界料理本賞、大賞グランプリ及びアジア料理部門グランプリ

## 店舗

### ショップ「share with Kurihara harumi」
オリジナルブランドの「share with Kurihara harumi」を掲げた百貨店インショップ。日本国内の主要都市で食器・料理道具・台所用品・雑貨等の生活用品やエプロン・Tシャツ等のホームウェアを扱う店舗を構える。

### ゆとりの空間
ゆとりをテーマにプロデュースした生活提案型の飲食店で、栗原はるみオリジナルの料理を提供する。オリジナルブランドのショップを併設し、有料によるレシピ教室やライフスタイルのトークショー等のイベント場所としてファンに知られる。

## メディア

### 書籍
- 『献立が10倍になるたれの本』文化出版局, 1989
- 『ソースの本 献立が10倍になる』文化出版局, 1990
- 『食べたいときにすぐできる栗原さんちのおやつの本』文化出版局, 1991
- 『ごちそうさまが、ききたくて。 家族の好きないつものごはん140選』文化出版局, 1992
- 『栗原さんちの朝20分のお弁当』文化出版局, 1992
- 『おいしいね電子レンジ 電子レンジだからできた傑作レシピ130点」講談社, 1993
- 『栗原はるみのもてなし上手 基本はいつものおかずです (別冊エッセ. エッセブックシリーズ) フジテレビジョン, 1994
- 『もう一度、ごちそうさまがききたくて。 ちかごろ人気の、うちのごはん140選』文化出版局, 1994
- 『栗原はるみの料理教室 おいしいね。たのしいね。』 (別冊エッセ. エッセブックシリーズ フジテレビジョン, 1995
- 『栗原はるみのわたしのキッチン』フジテレビ出版, 1997
- 『栗原はるみのエプロンと暮らしを楽しむ小物たち :Simple sewing』扶桑社, 1998
- 『「たれ・ソース」レシピ (別冊エッセ) 扶桑社, 1998
- 『日曜日のお楽しみメニュー20 (別冊エッセ) 扶桑社, 1998
- 『もうひとつの贈りもの 家の中にも楽しいこといっぱい』文化出版局, 1999
- 『パンとおやつのレシピ : Recipes of bread and sweets (別冊エッセ)扶桑社, 1999
- 『私の贈りもの とっておきのレシピをあなたに』文化出版局, 1999
- 『私の好きな元気レシピ : Healthy & savory useful & cheerful (別冊エッセ)扶桑社, 1999
- 『日曜日のおいしいブランチ20 (別冊エッセ)扶桑社, 1999
- 『うちのごはんが楽しい理由 いつもお酒と一緒です。』 Takara酒生活文化研究所, 2000
- 『私のおもてなしレシピ (別冊エッセ)扶桑社, 2000
- 『私の好きなエプロンと小物 簡単アイデア手作り』扶桑社, 2001
- 『私の好きなおやつとパン (別冊エッセ) 扶桑社, 2002
- 『私のチャイニーズごはん (Fusosha mook)扶桑社, 2003
- 『私のおべんとう (Fusosha mook) 扶桑社, 2003
- 『栗原はるみ私のイタリアンごはん (Fusosha mook) 扶桑社, 2004
- 『私のおやつ時間 (Fusosha mook) 扶桑社, 2004
- 『わたしの味 選びに選んだ80のレシピ』集英社, 2005
- 『栗原はるみわが家の魚料理 (Fusosha mook) 扶桑社, 2005
- 『私の大好きな野菜料理』1-2 (Fusosha mook) 扶桑社, 2005-06
- 『私のシーフード・レシピ (Fusosha mook)扶桑社, 2005
- 『栗原はるみ(はみちゃん) (Fusosha mook) 扶桑社, 2006
- 『わたしのおもてなし歳時記 (Fusosha mook) 扶桑社, 2006
- 『わたしの味野菜たっぷり 元気をつくる84のレシピ』集英社, 2007
- 『栗原はるみのジャパニーズクッキング ソフトカバー版』扶桑社, 2008
- 『伝えていきたい日本の味』扶桑社, 2009
- 『Everyday Harumi : 家族や友人のための日本のおかず』扶桑社, 2009
- 『もてなし上手 基本はいつものおかずです 復刻版 (Fusosha mook) 扶桑社, 2009
- 『栗原はるみyour Japanese kitchen』1-4 (生活実用シリーズ) 日本放送出版協会, 2010-11.
- 『おいしくたべよう。 素材をいかすレシピ133』集英社, 2010
- 『栗原はるみのジャパニーズ・ホーム・クッキング ソフトカバー版』扶桑社, 2011
- 『栗原はるみおべんとう100』扶桑社, 2011
- 『楽しいこといっぱい65』扶桑社, 2012
- 『はるみのこねないパン (FUSOSHA MOOK) 扶桑社, 2016
- 『わたしのいつものごはん きょうの料理 (生活実用シリーズ) NHK出版, 2017
- 『Harumi : MY JAPANESE KITCHEN』NHK出版, 2018
- 『私の京都』講談社, 2023

共著
- 『覚えておきたい母の味』菊間博子共著. 扶桑社, 2003

### 雑誌
- 季刊『haru_mi』出版社： 扶桑社、2006年9月創刊
- 『栗原はるみ』出版社：講談社、2022年3月創刊

### DVD
- 栗原はるみ幸せになるレシピ1-3 ポニーキャニオン（2002年 - 2004年）

### テレビ
- 栗原はるみの挑戦 こころを伝える英会話（NHK教育テレビ「3か月トピック英会話」の中の1シリーズ・2006年4月 - 6月）
- Your Japanese Kitchen（NHKワールドTV 英語放送の料理番組・2007年4月 - 放送中）
  - 日本国内では2008年4月3日からデジタル教育テレビのマルチ編成で放送開始し、現在も放送中。また、日本国内でも海外衛星放送受信装置でNHKワールドTVを直接受信している場合は視聴可能。なお、2007年7月29日15：45 - 16：30にBS2で｢栗原はるみ・世界へ和食を発信」(2か国語+日本語字幕付き)と題して国内放送開始前に1度だけ日本国内で本番組が放送されたことがある。
- はるみキッチン（日本テレビ「スッキリ!!」の中の料理コーナー・2009年4月 - ）
- 栗原はるみのおいしいのきっかけ（NHK教育テレビ「きょうの料理」月一コーナー・2019年5月 - 2021年3月）- 谷原章介と共演。
- 栗原はるみのキッチン日和（NHK教育テレビ「きょうの料理」月一コーナー・2021年4月 - ）- TAIRIK（TSUKEMEN）と共演。
- 寂しくても楽しく〜栗原はるみ 夫と歩んだ料理人生〜（2021年12月1日、NHK BSP）[2]

### ラジオ
- ラジオ深夜便（2021年4月7日 - ・NHK第１） - 偶数月・水曜・第１週 （第２週の場合もあり）

### CM
- イトーヨーカドー　『大切なコト、大切に。』[要出典]
- 東邦ガス　『栗原さんちはガスのごはん[3]』
  - 同じCMが、大阪ガスや西部ガスそして四国ガスなどでも、社名を差し替えて放映されている。
- 資生堂　『Actea Heart』
- 木下工務店
- エスビー食品『栗原はるみ わたしのカレー』

## グルマン世界料理本賞
グルマン世界料理本賞(THE GOURMAND WORLD COOKBOOK AWARDS)は1995年に設立され、過去一年のあいだに発刊された書籍のうち、コンテストに公募されたワイン関連書籍と料理書を対象に複数のカテゴリに分けられて審査が行なわれる。受賞者は賞のステッカーを書籍に貼ることが許され、受賞した書籍は高く評価されベストセラーになることが多い。第10回グルマン世界料理本賞では約30冊の日本語による書籍が BOOKS IN JAPANESE として受賞しており、栗原はるみの著書は BOOKS IN INTERNATIONAL として国際部門で受賞している。

## 商品
- エスビー食品
  - 栗原はるみ わたしのカレー 中辛
  - 栗原はるみのクリームシチュー
  - 栗原はるみのビーフシチュー
  - 栗原はるみ トマトのハヤシ
  - 栗原はるみのデミグラスソース いろいろ使えるパウダータイプ（ビン）
  - 栗原はるみのホワイトソース いろいろ使えるパウダータイプ（ビン）
- 雪印メグミルク
  - 栗原さんちのおすそわけ ミルク大好きパンナコッタ
  - 栗原さんちのおすそわけ あなたと食べたいカスタードプリン
  - 栗原さんちのおすそわけ ひとりで食べたいチョコプリン
  - 栗原さんちのおすそわけ 香ばしいほうじ茶のプリン
  - 栗原さんちのおすそわけ ありがとうのカスタードプリン
  - 栗原さんちのおすそわけ とろけるパンナコッタ ほろにがカラメルソース
  - 栗原さんちのおすそわけ まろにが抹茶プリン すっぱめレモンソース
  - 栗原さんちのおすそわけ まろにが抹茶プリン 今だけの黒みつソース
  - 栗原さんちのおすそわけ まろにが抹茶プリン ゆずの黒みつシロップ
  - 栗原さんちのおすそわけ だいすきチョコプリン ラムレーズンソース
  - 栗原さんちのおすそわけ ひとりでラムレーズンプリン こっそりラムシロップ
  - 栗原さんちのおすそわけ きなこきなこプリン おかわり黒みつシロップ
  - 栗原さんちのおすそわけ ホワイトチョコプリン ゆずシロップ
  - 栗原さんちのおすそわけ 塩ミルクキャラメルプリン 本格エスプレッソソース
  - 栗原さんちのおすそわけ 朝のミルクティプリン オレンジのシロップ
  - 栗原さんちのおすそわけ おまたせミルクティプリン ダブル紅茶シロップ
  - 栗原さんちのおすそわけ おやつにしようよカスタードプリン
  - 栗原さんちのおすそわけ おもわずもっとカスタードプリン
  - 栗原さんちのおすそわけ もういちどありがとうのカスタードプリン
  - 栗原さんちのおすそわけ 私の朝はみんなと紅茶プリン
  - 栗原さんちのおすそわけ よくがんばったねカフェラテプリン
  - 栗原さんちのおすそわけ ココアのプリン いつものように生姜シロップ
  - 栗原さんちのおすそわけ きれいなおいしさ ルイボスミルクティー
  - 栗原さんちのおすそわけ おとうふプリン 三温糖のジンジャーソース
  - 栗原さんちのおすそわけ じっくり抹茶プリン すっぱめレモンソース
  - 栗原さんちのおすそわけ ミルクココアプリン チョコレートシロップ